# 爆笑!?恋のABC体験
『爆笑!?恋のABC体験』（Losin' It）は、カーティス・ハンソン監督による1983年のコメディ映画である。出演は、トム・クルーズ、シェリー・ロング、ジャッキー・アール・ヘイリー、ジョン・ストックウェルらである。

## ストーリー
1960年代のロサンゼルス。デイヴ、スパイダー、ウッディ、ウェンデルの四人はメキシコのティフアナを目指し国道を南へ。ウェンデル以外の３人は現地の歓楽街で初体験をするつもりだが、途中でキャシーという人妻が旦那との離婚手続きが早いメキシコへ向かおうと彼等のベルエアに乗り込んできた。国境を越えた一同だが、南アメリカで治安が最悪の町に足を踏み入れた若者たちの思惑は外れ、不幸に見舞われる。

## キャスト
- ウッディ - トム・クルーズ
- キャシー - シェリー・ロング
- デイヴ - ジャッキー・アール・ヘイリー
- スパイダー - ジョン・ストックウェル
- ウェンデル - ジョン・P・ナヴィンJr（英語版）
- 保安官 - ヘンリー・ダロウ（英語版）
- ラリー - ケイル・ブラウン
- タクシー運転手 - エンリケ・カスティロ
- 国境警備隊 - ジョー・スピネル